# Cyklistika na Letních olympijských hrách 1932
Cyklistika na Letních olympijských hrách v Los Angeles zahrnovala dvě oddělené kategorie.
- Dráhová cyklistika probíhala v Rose Bowl v Pasadeně.
- Silniční cyklistika se konala na Los Angeles Avenue, Pacific Coast Highway a Vineyard Avenue v Los Angeles a okolí.

## Silniční cyklistika

### Muži
| Kategorie                      | Zlato                                                            | Stříbro                                                    | Bronz                                                     |
| ------------------------------ | ---------------------------------------------------------------- | ---------------------------------------------------------- | --------------------------------------------------------- |
| Muži závod s hromadným startem | Attilio Pavesi · Itálie (ITA)                                    | Guglielmo Segato · Itálie (ITA)                            | Bernhard Britz · Švédsko (SWE)                            |
| Muži družstvo - hromadný start | Itálie (ITA) · Giuseppe Olmo · Attilio Pavesi · Guglielmo Segato | Dánsko (DEN) · Henry Hansen · Leo Nielsen · Frode Sørensen | Švédsko (SWE) · Arne Berg · Bernhard Britz · Sven Höglund |

## Dráhová cyklistika

### Muži
| Kategorie                | Zlato                                                                           | Stříbro                                                                              | Bronz                                                                                      |
| ------------------------ | ------------------------------------------------------------------------------- | ------------------------------------------------------------------------------------ | ------------------------------------------------------------------------------------------ |
| 1000 m s pevným startem  | Dunc Gray · Austrálie (AUS)                                                     | Jacobus van Egmond · Nizozemsko (NED)                                                | Charles Rampelberg · Francie (FRA)                                                         |
| sprint (jednotlivci)     | Jacobus van Egmond · Nizozemsko (NED)                                           | Louis Chaillot · Francie (FRA)                                                       | Bruno Pellizzari · Itálie (ITA)                                                            |
| stíhací závod (družstva) | Itálie (ITA) · Paolo Pedretti · Nino Borsari · Marco Cimatti · Alberto Ghilardi | Francie (FRA) · Henri Mouillefarine · Paul Chocque · Amédée Fournier · René Legrèves | Velká Británie (GBR) · Frank Southall · William Harvell · Charles Holland · Ernest Johnson |
| tandem                   | Francie (FRA) · Louis Chaillot · Maurice Perrin                                 | Velká Británie (GBR) · Ernest Chambers · Stanley Chambers                            | Dánsko (DEN) · Harald Christensen · Willy Gervin                                           |

## Přehled medailí
| Pořadí | Země                 | Zlato | Stříbro | Bronz | Celkově |
| ------ | -------------------- | ----- | ------- | ----- | ------- |
| 1.     | Itálie (ITA)         | 3     | 1       | 1     | 5       |
| 2.     | Francie (FRA)        | 1     | 2       | 1     | 4       |
| 3.     | Nizozemsko (NED)     | 1     | 1       | 0     | 2       |
| 4.     | Austrálie (AUS)      | 1     | 0       | 0     | 1       |
| 5.     | Dánsko (DEN)         | 0     | 1       | 1     | 2       |
| 5.     | Velká Británie (GBR) | 0     | 1       | 1     | 2       |
| 7.     | Švédsko (SWE)        | 0     | 0       | 2     | 2       |